# Бой у Вафангоу
Бой у Вафанго́у — бой между 1-м Сибирским корпусом и японской 2-й армией, состоявшийся 1 (14)—2 (15) июня 1904 года.

## Положение перед боем
Высадка японского десанта на Квантунском полуострове создала угрозу Порт-Артуру. Чтобы отбросить японские силы, к этому времени уже отрезавшие Порт-Артур, генерал А. Н. Куропаткин направил 1-й Сибирский корпус генерал-лейтенанта барона Г. К. Штакельберга (в составе: 1-я и 9-я Восточно-Сибирские стрелковые дивизии, усиленные 2-й бригадой 35-й пехотной дивизии, 9-м пехотным Сибирским Тобольским полком, двумя сапёрными ротами и несколькими кавалерийскими и артиллерийскими подразделениями, всего 33 тыс. чел., 96 артиллерийских орудий). Это наступление было предпринято по требованию наместника и главнокомандующего сухопутными и морскими силами на Дальнем Востоке адмирала Е. И. Алексеева, беспокоившегося за судьбу флота в Порт-Артуре.
Командиру корпуса генерал-лейтенанту Г. К. Штакельбергу была поставлена задача: «Наступлением в направлении на Порт-Артур притянуть на себя возможно большие силы противника и тем ослабить его армию, оперирующую на Квантунском полуострове. Для достижения этого движение против высланного на север заслона должно быть произведено быстро и решительно, имея в виду скорейшее поражение передовых частей неприятеля, если таковые окажутся слабыми. С превосходящими же силами не доводить дела до решительного столкновения и отнюдь не допускать израсходования всего нашего резерва в бою». Конечною целью движения ставилось «овладение Цзиньчжоуской позицией и дальнейшее наступление к Порт-Артуру». Ставя такие широкие и далекие цели и предписывая «произвести движение быстро и решительно», генерал Куропаткин вместе с тем и барону Штакельбергу, как ранее Засуличу на Ялу и Стесселю на Цзиньчжоу, предписывает «не доводить дела до решительного столкновения и отнюдь не допускать израсходования своего резерва в бою, пока не выяснится обстановка».
Русским силам противостояла японская 2-я армия генерал-лейтенанта Оку (3-я, 4-я и 5-я пехотные дивизии, всего до 40 тыс. чел. и 216 артиллерийских орудий).

## Бой
В случае наступления японцев генерал Штакельберг решил принять оборонительный бой на позиции у железнодорожной станции Вафангоу. Войска заняли позиции на высотах к югу от станции. Укрепление позиции началось с 27 мая. 31 мая (13 июня) было обнаружено наступление значительных сил японцев, оттеснивших русский авангард.
1 (14) июня 1904 г. японцы перешли в наступление, атаковав полки 1-й Восточно-Сибирской дивизии у Вафанвопэна, но были отбиты.
Поскольку прошедший бой показал, что со стороны японцев наступают всего лишь две дивизии, Штакельберг решил на следующий день перейти в наступление своим левым флангом с целью разбить противника. Для наступления были назначены 1-я Восточно-Сибирская стрелковая дивизия и бригада 35-й пехотной дивизии. В ночь с 1 (14) на 2 (15) июня японцы успели подтянуть артиллерию, поэтому наступающие русские войска сразу стали нести большие потери от её огня. Наступление на левом фланге остановилось.
Утром 2 (15) июня японцы начали наступление на фронт правого участка русских войск, обходя его одновременно с фланга. Около 8 часов утра 36-й Восточно-Сибирский полк, находящийся на крайнем правом фланге уже обстреливался с трёх сторон. Для противодействия обходу были высланы 2 роты из участкового резерва и 35-й Восточно-Сибирский полк. Двинувшись в наступление на сопки западнее Вафангоу, эти войска задержали наступление японцев, но они продолжали наступать в промежутке между 35-м и 36-м полками. Из остававшихся в резерве 4-х батальонов 2 были высланы в промежуток между 35-м и 36-м полками, куда пытались прорваться японцы.
Около 11:30 в штабе Штакельберга были получены сведения о движении крупных сил неприятеля в тыл корпуса севернее ст. Вафангоу. Штакельберг приказал отступать. Как выяснилось позднее, авангард и конница Штакельберга не обнаружили вовремя японскую 4-ю дивизию, которая не приняла участие в сражении 31 мая (13 июня), потому что сбилась с пути и не успела выйти на тыловые позиции 1-го Сибирского корпуса со стороны Фуджоу.
Для прикрытия отступление были взяты два последние батальона из общего резерва. К вечеру войска корпуса отошли к станции Ванзелин.
Потери за 1—2 (14—15) июня составили: у русских — 569 чел. убитыми, 2338 ранеными и 192 пропавшими без вести, 17 орудий, у японцев — 217 человек убитыми и 946 ранеными.